# Ulrike Brandi

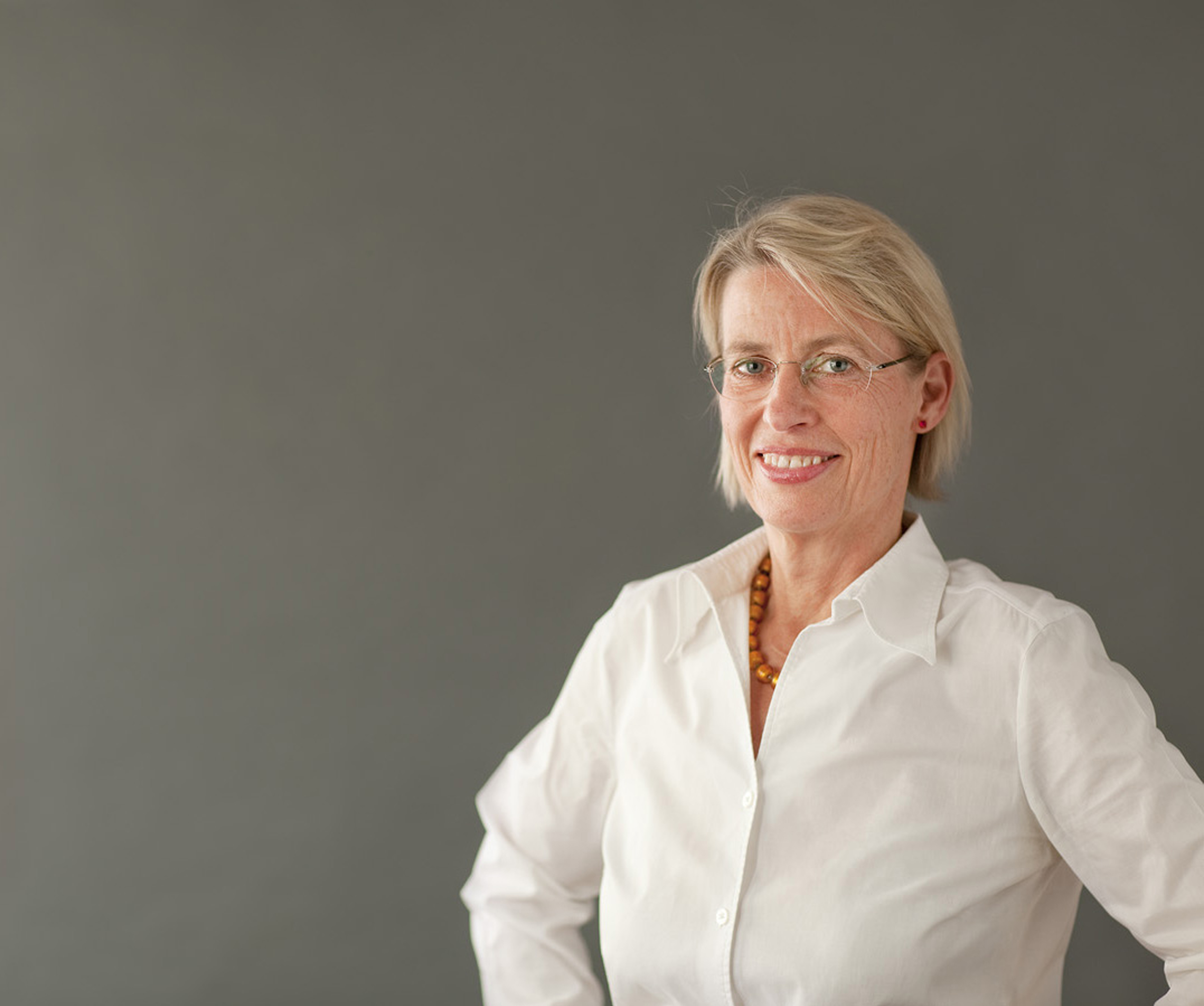
Ulrike Brandi

Ulrike Brandi (* 4. Januar 1957 in Bad Bevensen) ist eine Lichtplanerin mit einem international tätigen Büro mit dem Hauptsitz in Hamburg.

## Leben
Ulrike Brandi studierte Industrial Design bei Dieter Rams an der Hochschule für bildende Künste Hamburg. Seit 1987 bis heute verwirklichte sie mit ihrem Büro mehr als 500 Projekte (Innen- und Außenräume) im In- und Ausland. Sie veröffentlichte zahlreiche Publikationen zum Thema Licht.
In Zusammenarbeit mit Architekten und Landschaftsplanern oder selbständig entwickelt Ulrike Brandi das Lichtkonzept für die jeweilige Aufgabe aus dem wechselnden Tageslicht, das sie als Charakteristikum eines spezifischen Ortes sieht, ähnlich wie die umgebende Landschaft. Aus der Notwendigkeit eine professionelle Ausbildung für Lichtplaner sicherzustellen, gründete sie 2012 das Brandi Institute for Light and Design.

## Projekte (Auswahl)
- Elbphilharmonie in Hamburg
- Else Club Moskau

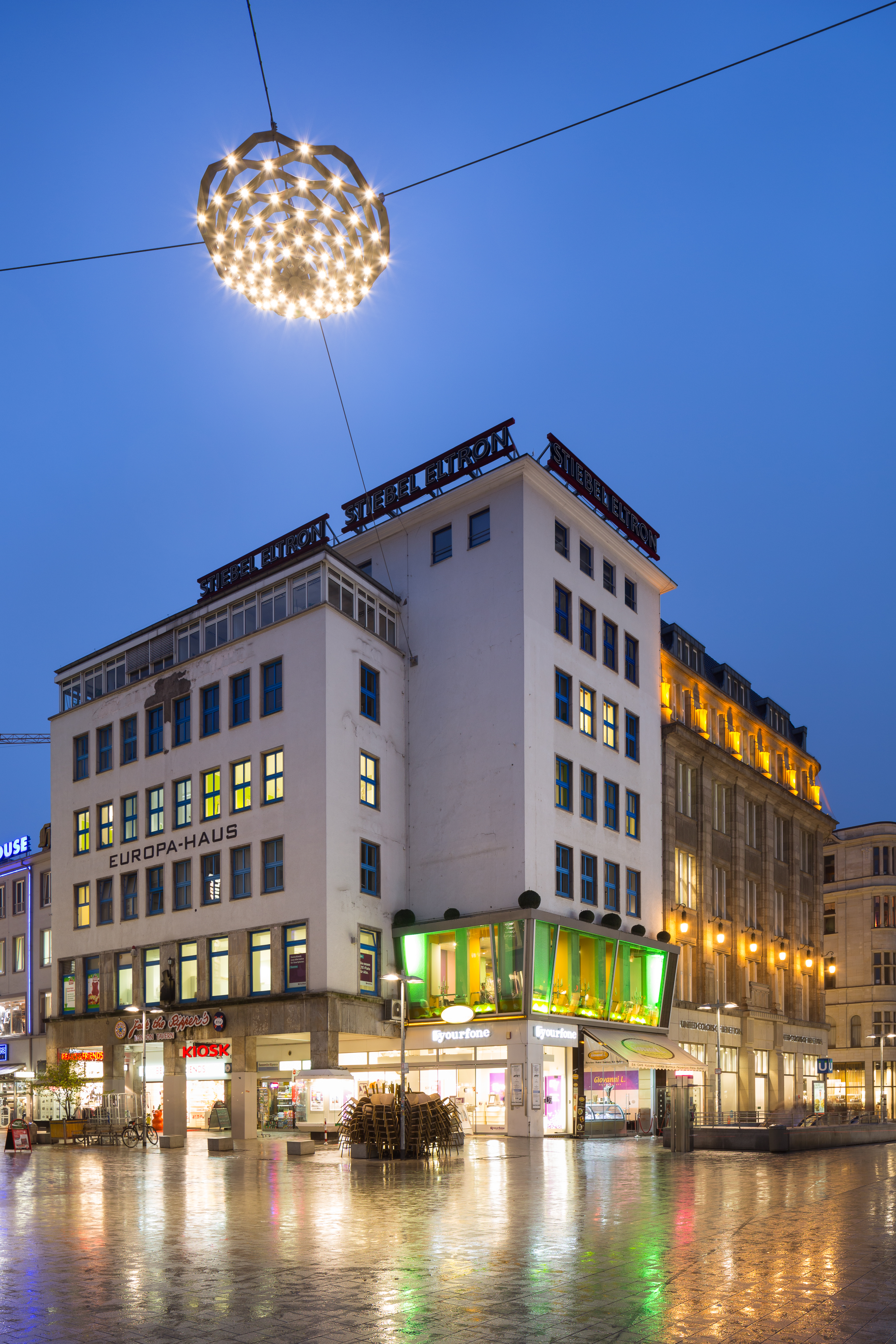
Lichtwolke am Kröpcke in Hannover

- Bibliothek Werner Oechslin Einsiedeln
- Mercedes-Benz Museum Stuttgart
- Bank Negara Kuala Lumpur
- Flughafen München T2
- Masterplan British Museum London
- Masterplan Bremen
- Masterplan EXPO 2000 Hannover
- Museum Inam (Japan)
- Muséum national d’histoire naturelle Paris
- Lichtwolke am Kröpcke-Platz in Hannover[1]

## Publikationen (Auswahl)
- Ulrike Brandi: Licht, Natur, Architektur – Ganzheitliche Lichtplanung verstehen und anwenden, 2023, ISBN 978-3-0356-2417-5
- Ulrike Brandi; Christoph Geissmar-Brandi: Licht für Städte – Ein Leitfaden zur Lichtplanung im urbanen Raum, 2006, ISBN 978-3-7643-7628-4
- Ulrike Brandi Licht: DETAIL Praxis – Tageslicht Kunstlicht: Grundlagen, Ausführung, Beispiele, 2005, ISBN 3-920034-12-0
- Deutsches Architektur Museum et al. (Hrsg.): Geheimnis des Schattens. Licht und Schatten in der Architektur, 2002, ISBN 978-3-8030-0622-6
- Ulrike Brandi; Christoph Geissmar-Brandi: Lichtbuch: Die Praxis der Lichtplanung, 2001, ISBN 978-3-7643-6302-4